# Montet (Les Montets)
Montet (toponimo francese) è una frazione di 408 abitanti del comune svizzero di Les Montets, nel Canton Friburgo (distretto della Broye).

## Storia

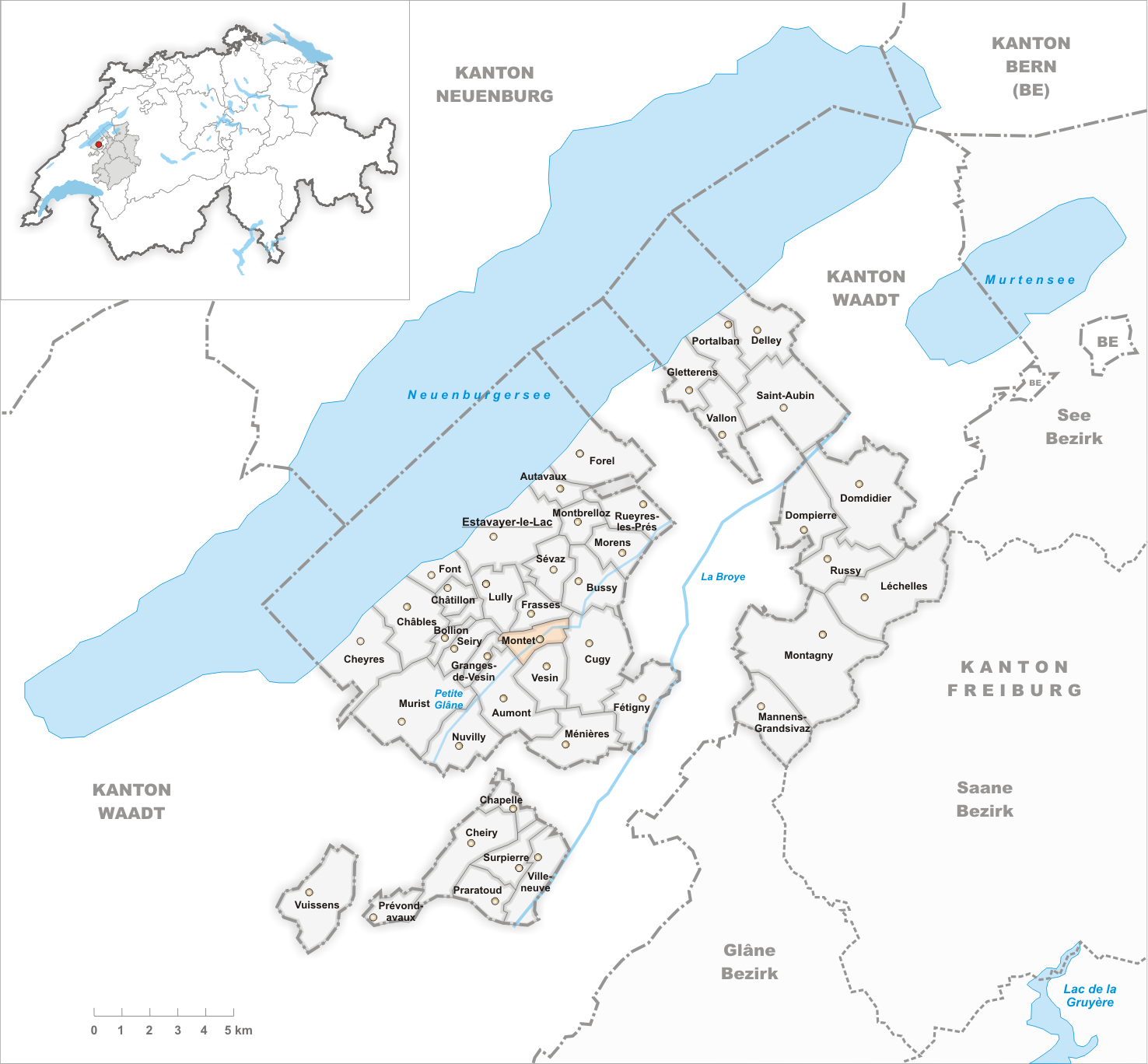
Il territorio del comune di Montet prima degli accorpamenti comunali del 2004

Già comune autonomo chiamato ufficialmente Montet (Broye), il 1º gennaio 2004 è stato accorpato agli altri comuni soppressi di Aumont, Frasses e Granges-de-Vesin per formare il nuovo comune di Les Montets, del quale Montet è il capoluogo.

## Monumenti e luoghi d'interesse

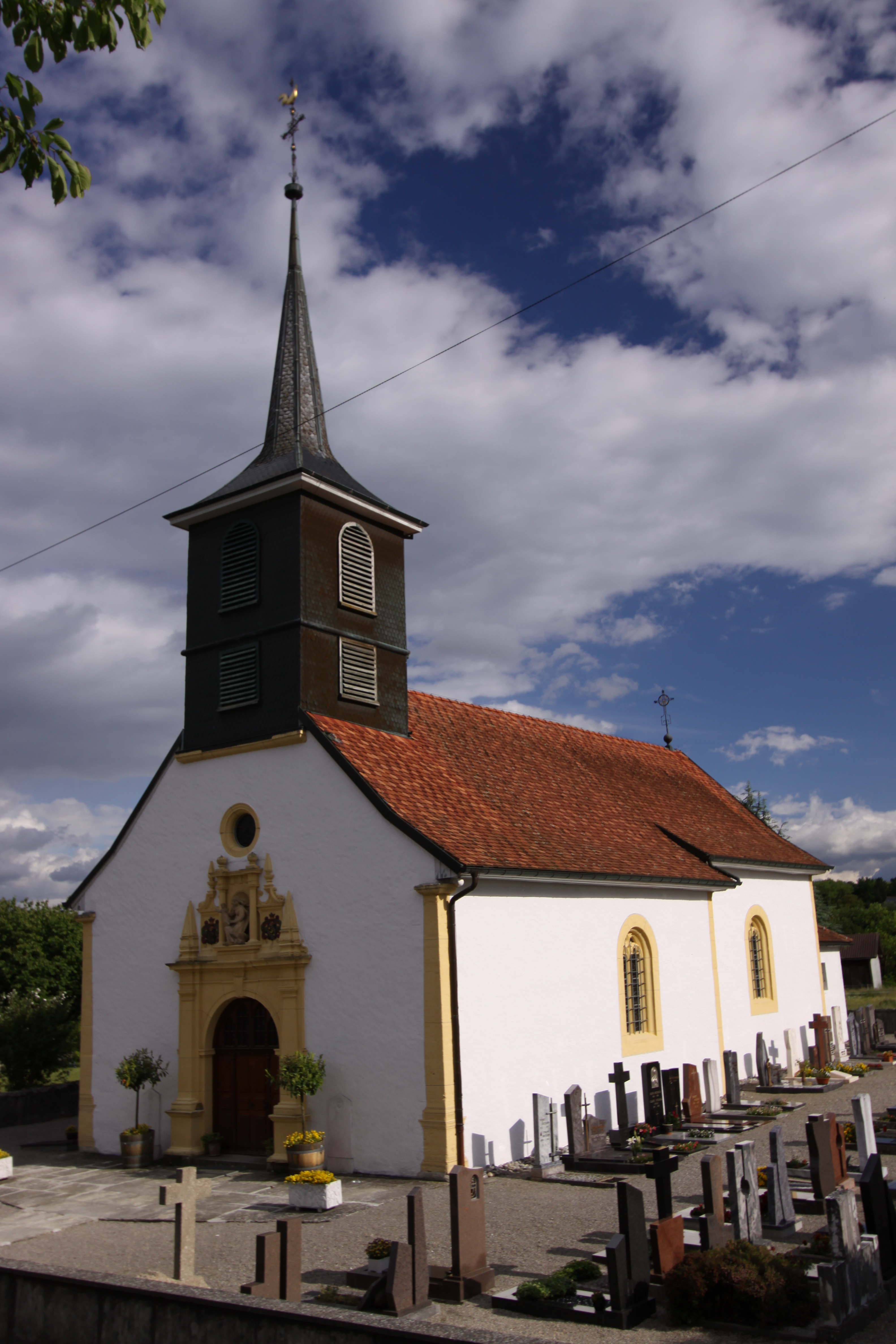
La chiesa cattolica della Santissima Trinità

- Chiesa cattolica della Santissima Trinità, eretta nel 1660-1663[1];
- Castello di Montet[1].

## Società

### Evoluzione demografica
L'evoluzione demografica è riportata nella seguente tabella:
Abitanti censiti

## Amministrazione
Ogni famiglia originaria del luogo fa parte del comune patriziale che ha la responsabilità della manutenzione di ogni bene comune.